# Dispositiu hipersustentador

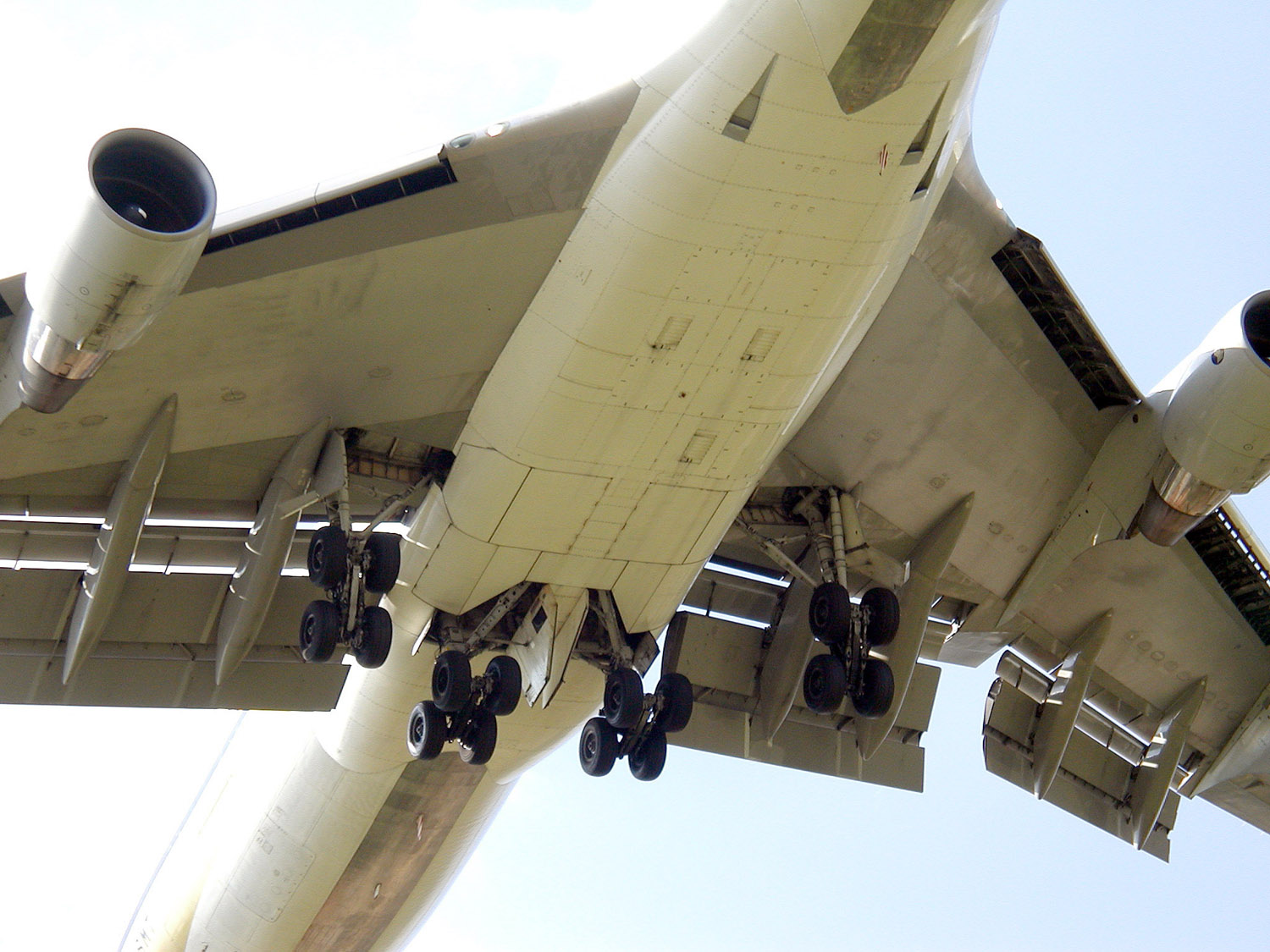
Dispositius hipersustentadors del caire de sortida d'un Boeing 747 totalment estesos per aterrar

Un dispositiu hipersustentador són superfícies articulades situades al caire de sortida o al caire d'atac d'una ala d'una aeronau els quals, quan s'estenen, augmenten la sustentació i la resistència d'una ala, reduint la velocitat d'entrada en pèrdua.
La sustentació augmenta:
- Incrementant l'angle de caiguda de l'ala.

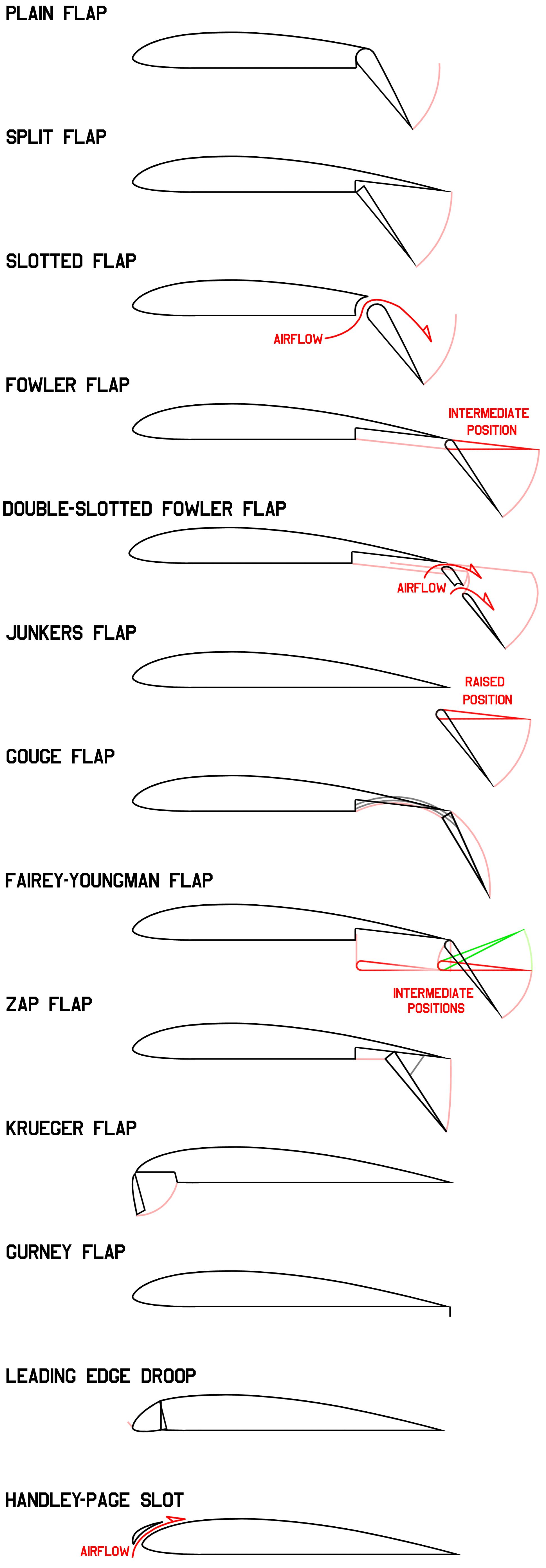
Dispositius hipersustentadors.

- Incrementant la mida de la superfície sustentadora eficient.

La resistència augmenta:
- Incrementant l'àrea de l'ala, creant així més resistència per fricció superficial.
- Incrementant la resistència induïda de l'ala.

Els dispositius hipersustentadors s'estenen normalment durant l'aterratge per permetre a l'aeronau de volar més lentament (s'incrementa la sustentació generada per les ales a baixes velocitats) i d'aproximar-se a un major desnivell a la pista d'aterratge. Depenent del tipus d'aeronau i de la configuració i el mètode d'enlairament (p. ex. en un terreny curt), els dispositius hipersustentadors s'estenen parcialment creant així més sustentació per enlairar-se.
Alguns planadors, a més d'utilitzar els dispositius hipersustentadors durant l'aterratge, els utilitzen per a optimitzar la cambra de l'ala per a la velocitat desitjada. A baixes velocitats, s'utilitzen els dispositius hipersustentadors positius, és a dir, s'abaixen. A majors velocitats s'utilitzen els dispositius hipersustentadors negatius, és a dir, s'apugen. Els dispositius hipersustentadors negatius també s'utilitzen al final de l'aterratge per permetre un millor control dels alerons.
S'estan duent a terme certs experiments per tal d'incorporar les propietats dels dispositius hipersustentadors a les ales flexibles, podent d'aquesta manera assolir els propòsits aerodinàmics sense el pes i la complexitat mecànica dels dispositius hipersustentadors. El X-53 Active Aeroelastic Wing és un projecte de la NASA que intenta incorporar aquesta tecnologia, i l'Adaptive Compliant Wing és un projecte comercial i militar.

## Tipus de dispositius hipersustentadors
- Flaps de Krueger - flap al caire d'atac.[4][5]
- Flaps corrents — una articulació simple.
- Flaps dividits — l'intradós i l'extradós estan separats. L'intradós actua com un flap corrent i l'extradós resta immòbil o es desplaça poc.
- Flaps de Fowler — es desplaça enrere abans d'abaixar-se, incrementant d'aquesta manera la cambra i la corda i augmentant l'àrea de l'ala, alhora més apropiada per a baixes velocitats.
- Flaps de Fairey-Youngman - s'abaixa abans de desplaçar-se cap enrere i rotar.
- Flaps bufats — uns sistemes projecten l'aire del motor sobre l'extradós o l'intradós amb un cert angle per a millorar les propietats de la sustentació.

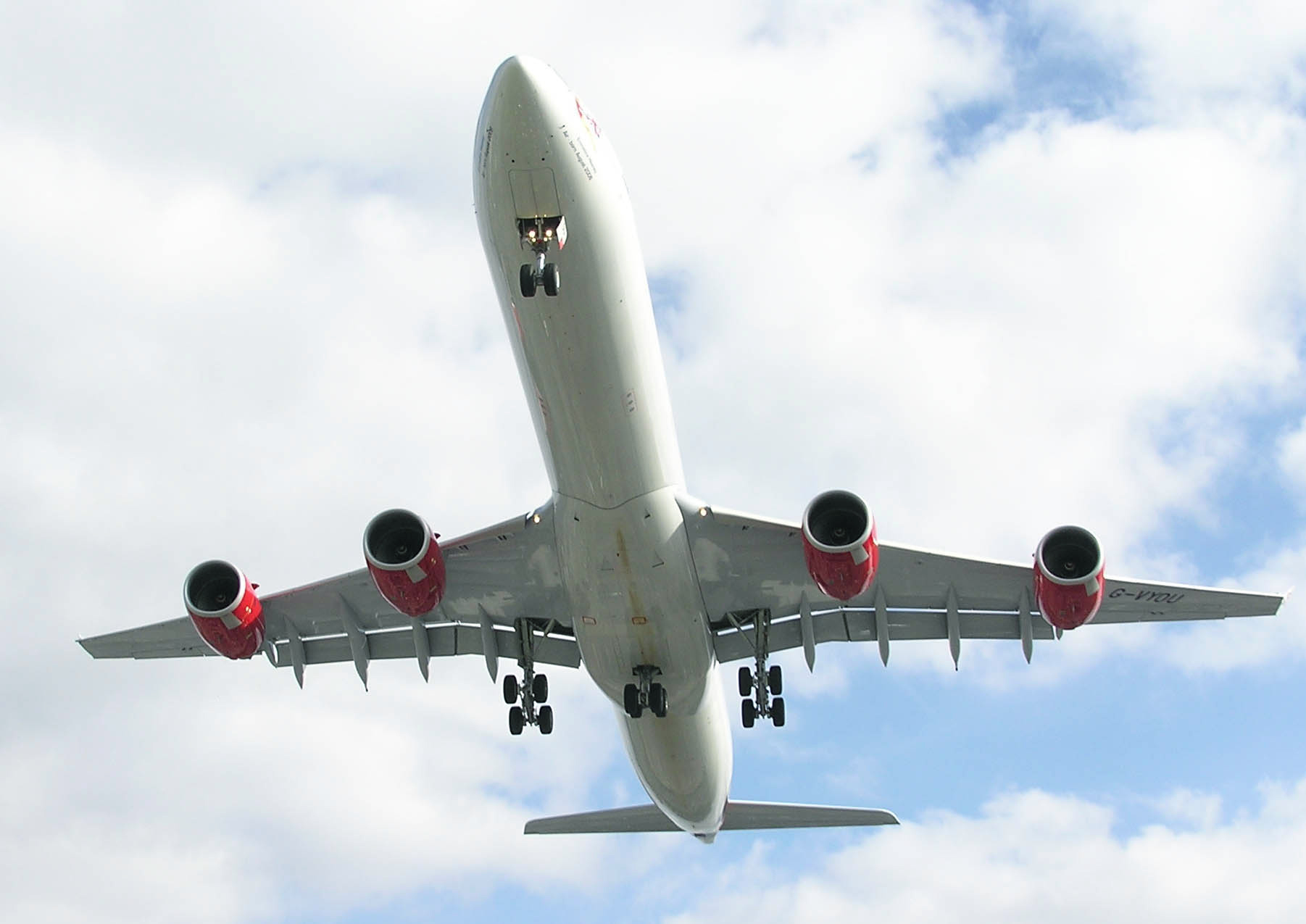
A340-600 de la Virgin Atlantic, aterrant amb els dispositius hipersustentadors del caire de sortida estesos.

Els slats, són uns elements auxiliars del fuselatge situats al caire d'atac de l'Ala. Quan s'activen, els slats formen un "passadís" (anomenat slot) que deixa passar l'aire des de la zona de més pressió de sota de l'ala cap a la zona superior, on hi ha menys pressió, per tal d'afegir energia cinètica a la capa límit. Aquesta energia afegida fa que la separació de la capa límit ocorri més tard, permetent així incrementar l'angle d'atac màxim, s'incrementa la sustentació i es retarda l'entrada en pèrdua.